# Basommatophora
Basommatophora é um grupo taxonómico informal de caracóis do agrupamento Pulmonata. Muitos autores consideram o grupo como polifilético.

## Taxonomia
O sistema taxonómico de Bouchet & Rocroi (2005) atribui ao grupo a seguinte estrutura taxonómica:
- Superfamília Amphiboloidea Gray, 1840
  - Família Amphibolidae Gray, 1840
- Superfamília Siphonarioidea Gray, 1827
  - Família Siphonariidae Gray, 1827
  - † Família Acroreiidae Cossmann, 1893

Clado Hygrophila
- Superfamília Chilinoidea Dall, 1870
  - Família Chilinidae Dall, 1870
  - Família Latiidae Hutton, 1882
- Superfamília Acroloxoidea Thiele, 1931
  - Família Acroloxidae Thiele, 1931
- Superfamília Lymnaeoidea Rafinesque, 1815
  - Família Lymnaeidae Rafinesque, 1815
- Superfamília Planorboidea Rafinesque, 1815
  - Família Planorbidae Rafinesque, 1815
  - Família Physidae Fitzinger, 1833